# Lyprotemyia flavipes
Lyprotemyia flavipes är en tvåvingeart som beskrevs av James 1980. Lyprotemyia flavipes ingår i släktet Lyprotemyia och familjen vapenflugor. Inga underarter finns listade i Catalogue of Life.